# Šimon Hrubec
Šimon Hrubec (* 30. června 1991 Vimperk, Československo) je český hokejový brankář.

## Hráčská kariéra
S hokejem začínal v rodném Vimperku. V dorostenecké kategorii začínal v jihočeském krajském přeboru, chytal za klub HC Český Krumlov v ročníku 2006/07. Od roku 2007 byl hráčem v Českých Budějovicích, odkud před sezónou 2012/2013 přestoupil do týmu HC Oceláři Třinec. Zde vytvořil brankářskou dvojici se slovenským reprezentačním gólmanem Peterem Hamerlíkem. Před zlomovou sezónou naskočil do pěti extraligových utkání. Zkušenosti se seniorským hokejem sbíral v první lize v dresu Tábora, Písku a především Horácké Slavie Třebíč. V sezóně 2011/2012 se stal miláčkem místního publika a strhnul na sebe pozornost extraligových i zahraničních klubů. V sezoně 2018/2019 vyhrál s HC Oceláři Třinec zlato a rozhodl se odejít do KHL. Premiéru na mistrovství světa si připsal roku 2019 kdy 21 zákroky pomohl k výhře nad Norskem 7:2.A následně chytal i utkání o bronz, které národní tým prohrál v nájezdech 3:2 proti Rusku.
V roce 2018 založil neziskovou organizaci Saveshelp.cz díky které propojil přes více než 55 (českých a slovenských) brankářů z více než 5 lig včetně KHL i NHL. Tito brankáři vybírají na transparentní účet peníze za každý svůj zákrok minimálně 10 Kč. Minulý nultý ročník se vybralo téměř 250 000 Kč za které se nakoupily saně pro parahokejisty.

## Seniorská reprezentace
| Turnaj   | Místo konání                   | Umístění | Soupisky          |
| -------- | ------------------------------ | -------- | ----------------- |
| MS 2019  | Slovensko (Bratislava, Košice) | 4. místo | Soupiska MS 2019  |
| MS 2021  | Lotyšsko (Riga)                | 7. místo | Soupiska MS 2021  |
| ZOH 2022 | Čína (Peking)                  | 9. místo | Soupiska ZOH 2022 |

## Ocenění a úspěchy
- 2010 Postup s týmem IHC Písek do 1.ČHL
- 2012 1.ČHL – Nejvíce čistých nul
- 2015 ČHL – Nejlepší průměr obdržených branek za zápas
- 2016 ČHL – Nejvíce čistých nul
- 2019 ČHL – Cena Václava Paciny

## Jednotlivé sezony
- 2009/2010 HC Mountfield ELH, HC Tábor (1. liga)
- 2010/2011 HC Mountfield ELH, IHC Komterm Písek (1. liga)
- 2011/2012 SK Horácká Slavia Třebíč (1. liga)
- 2012/2013 HC Oceláři Třinec ELH
- 2013/2014 HC Oceláři Třinec ELH
- 2014/2015 HC Oceláři Třinec ELH
- 2015/2016 HC Oceláři Třinec ELH
- 2016/2017 HC Oceláři Třinec ELH
- 2017/2018 HC Oceláři Třinec ELH
- 2018/2019 HC Oceláři Třinec ELH
- 2019/2020 HC Rudá hvězda Kunlun KHL
- 2020/2021 HC Rudá hvězda Kunlun, Avangard Omsk [1]KHL
- 2021/2022 Avangard Omsk KHL
- 2022/2023 ZSC Lions NLA
- 2023/2024 ZSC Lions NLA
- 2024/2025 ZSC Lions NLA